# Tseng Li-cheng
Tseng Li-cheng (曾櫟騁S, Zēng LìchěngP; Guanshan, 26 dicembre 1986) è una taekwondoka taiwanese.

## Palmarès

### Olimpiadi
- 1 medaglia:
  - 1 bronzo (Londra 2012 nei 57 kg)

### Giochi asiatici
- 2 medaglie:
  - 1 argento (Busan 2002 nei pesi piuma)
  - 1 bronzo (Doha 2006 nei pesi piuma)

### Campionati asiatici
- 5 medaglie:
  - 4 ori (Amman 2002 nei pesi piuma; Bangkok 2006 nei pesi piuma; Astana 2010 nei pesi piuma; Ho Chi Minh 2012 nei pesi piuma)
  - 1 argento (Luoyang 2008 nei pesi leggeri)

### Giochi dell'Asia orientale
- 2 medaglie:
  - 1 oro (Hong Kong 2009 nei pesi piuma)
  - 1 argento (Macao 2005 nei pesi piuma)